# Babiroussa
Babyrousa
Genre
Statut CITES
Les Babyrousa, appelés babiroussas ou babyrousas, forment un genre de Suidés. Le nom provient du malais, babi (« porc ») et rusa (« cerf »).

## Description
Le babiroussa dispose de deux paires de défenses, qui montent au-dessus du museau. Il s’agit des canines de la mâchoire supérieure, qui poussent en courbe vers le haut. Chez le mâle, la paire supérieure est plus développée (jusqu'à 30 cm), et recourbée vers l'arrière jusqu'à pénétrer dans la peau, ce qui va provoquer des infections puis le tuer ; tandis que, chez la femelle, elle est atrophiée, voire absente. Il a des pieds similaires au sanglier. Ils ont aussi des nez aplati comme ceux des cochon.
La peau du babiroussa est nue, avec très peu de poils, comme celle des porcs et des êtres humains.

## Comportement
Les mâles sont assez solitaires tandis que les femelles vivent en petits troupeaux dans la forêt. Les babiroussas sont surtout actifs en matinée et restent à proximité des points d'eau. Très bon nageurs, ils peuvent passer d'île en île.
En petits groupes familiaux, ils parcourent les marécages des quelques îles où ils vivent à la recherche de fruits, de jeunes pousses ou de feuilles. Ils n'hésitent pas à nager lorsqu'un bras de mer se présente.
Les babiroussas sont des animaux discrets et timides. En permanence sur le qui-vive, ils se dissimulent à la moindre alerte sous la végétation.
Leurs terriers sont faits de boue et de paille.
Leur alimentation est composée de fruits, de feuilles, de champignons et de larves d'insectes.

### Reproduction

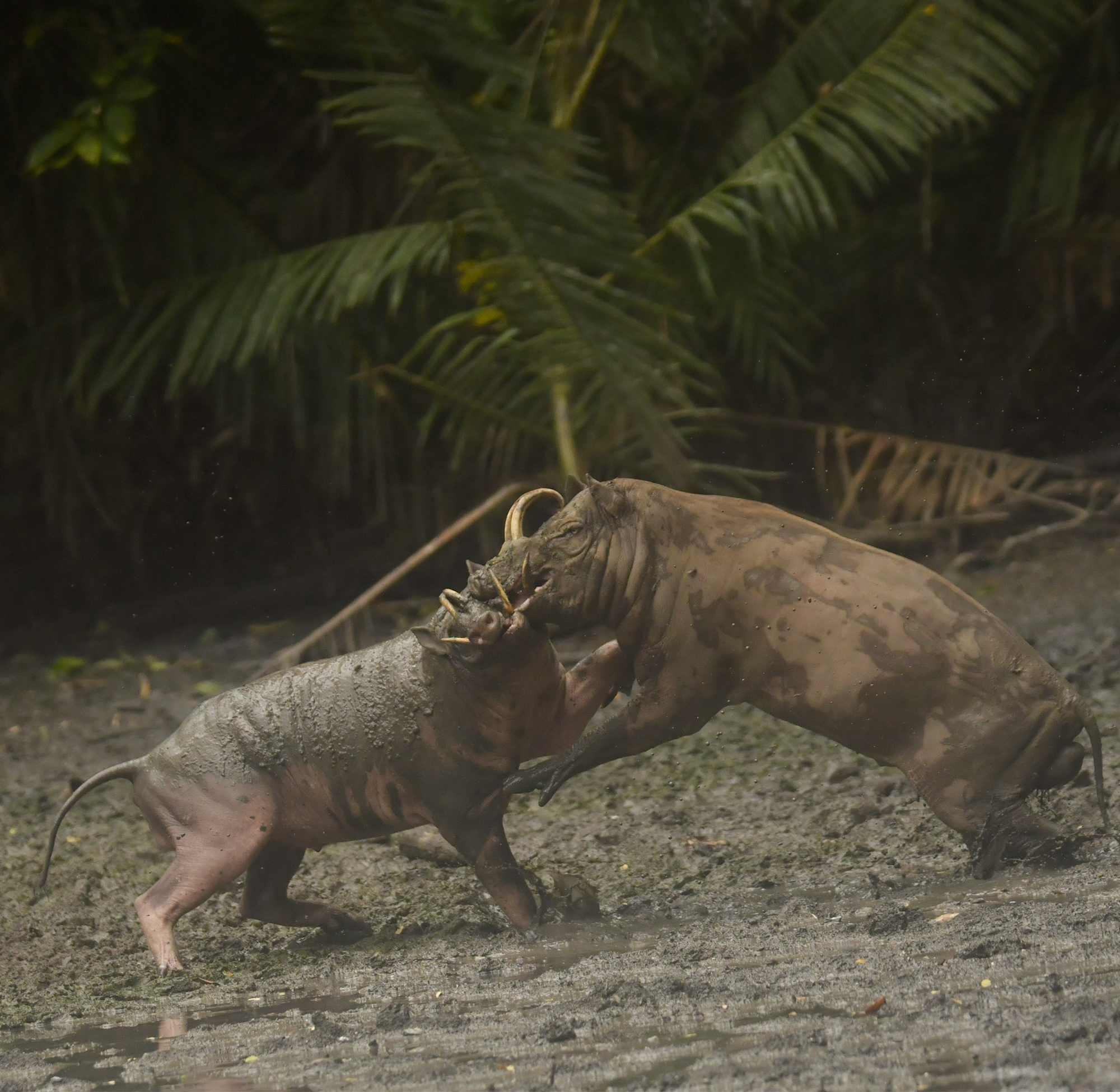
Babiroussa en train d'essayer d'attirer l'attention de femelles dans une forêt tropicale de l'île Célèbes en Indonésie.

Les mâles s'affrontent pour obtenir les faveurs des femelles.
Après une gestation de 153 jours, naissent un ou exceptionnellement deux (toujours de même sexe) petits, qui seront sevrés de 6 à 8 mois plus tard et pourront se reproduire à un an.
Le babiroussa peut vivre 24 ans en captivité.

## Habitat
Le babiroussa est endémique de l’île de Célèbes et de quelques archipels et îles avoisinantes, dont Togian, Taliabu dans l’archipel de Sula et Buru. Il fréquente surtout les forêts tropicales humides à proximité des fleuves et des étendues d’eau proposant des plages boueuses. Selon un recensement datant de 1986, l’espèce serait éteinte sur l’île de Sanana, dans l’archipel de Sula.

## Espèces ou sous-espèces
La population totale est estimée à 4 000 individus, disséminés sur plusieurs îles. Cette espèce endémique est en voie de disparition, et il est assez rare d'en trouver dans des zoos en France. Il est parfois chassé pour être domestiqué mais surtout pour sa chair.
En fonction des auteurs, il existe une seule espèce avec plusieurs sous-espèces :
- genre Babyrousa :
  - Babyrousa babyrussa – nommé simplement babiroussa :
    - Babyrousa babyrussa celebensis – babiroussa des Célèbes (syn. Babyrousa celebensis) ;
    - Babyrousa babyrussa togeanensis – babiroussa de l'île Togian (syn. Babyrousa togeanensis) ;
    - † Babyrousa babyrussa babyrussa – babiroussa poilu ou doré ;
    - † Babyrousa babyrussa beruensis ;
    - † Babyrousa babyrussa bolabatuensis (syn. Babyrousa bolabatuensis).

Selon MSW et ADW :
- genre Babyrousa :
  - Babyrousa babyrussa – babiroussa poilu ou doré ;
  - † Babyrousa bolabatuensis ;
  - Babyrousa celebensis – babiroussa des Célèbes ;
  - Babyrousa togeanensis – babiroussa de l'île Togian.

## Galerie

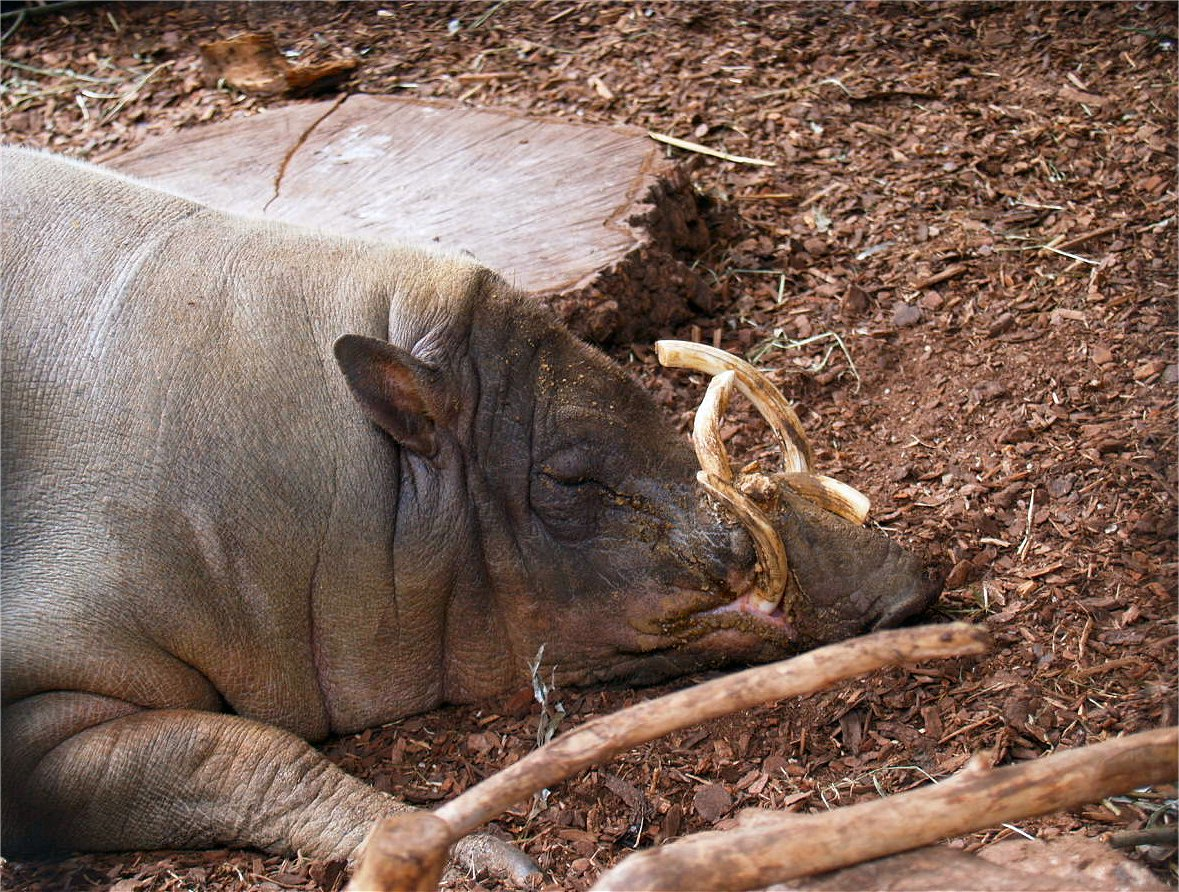
Mâle.
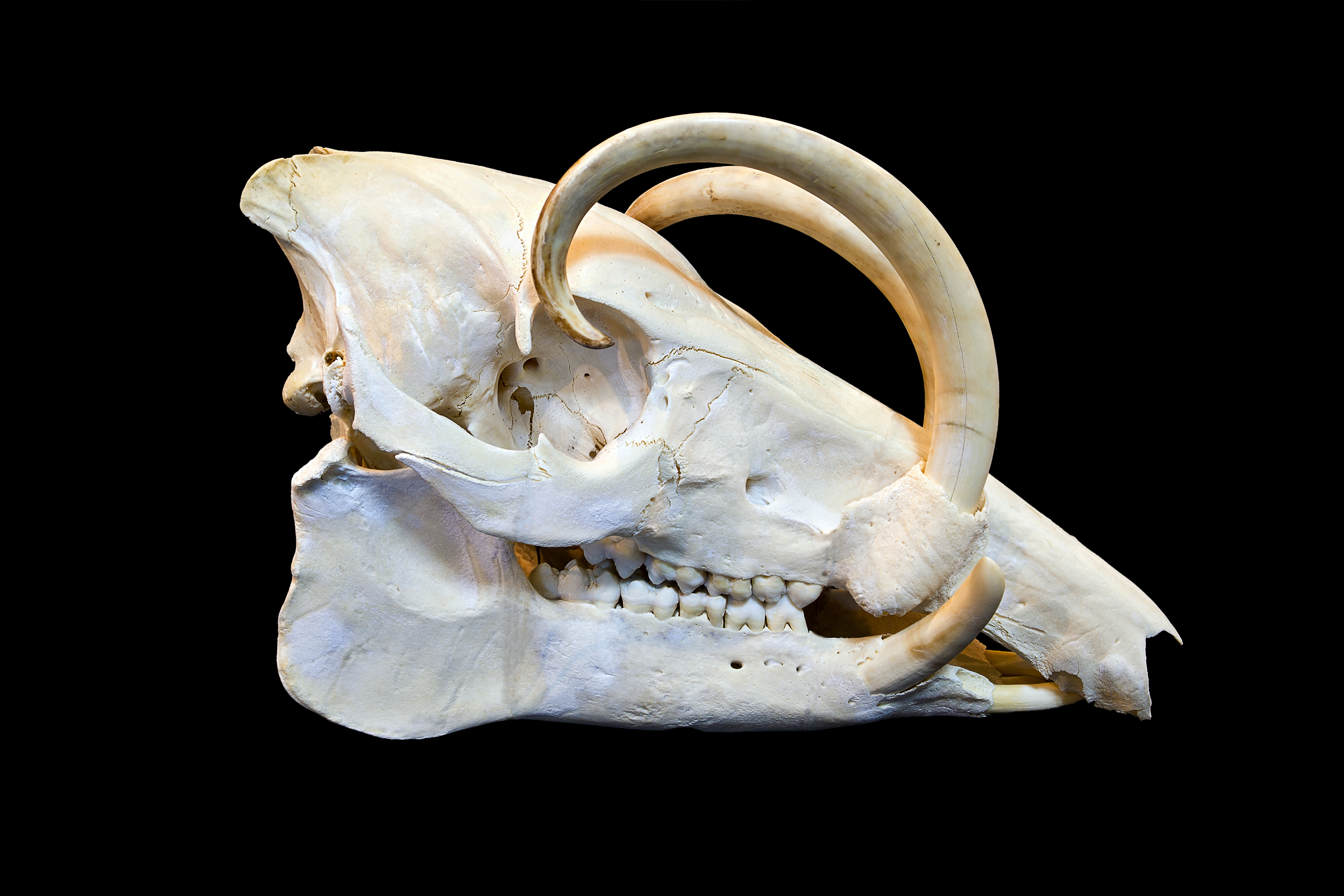
Crâne d'un mâle.
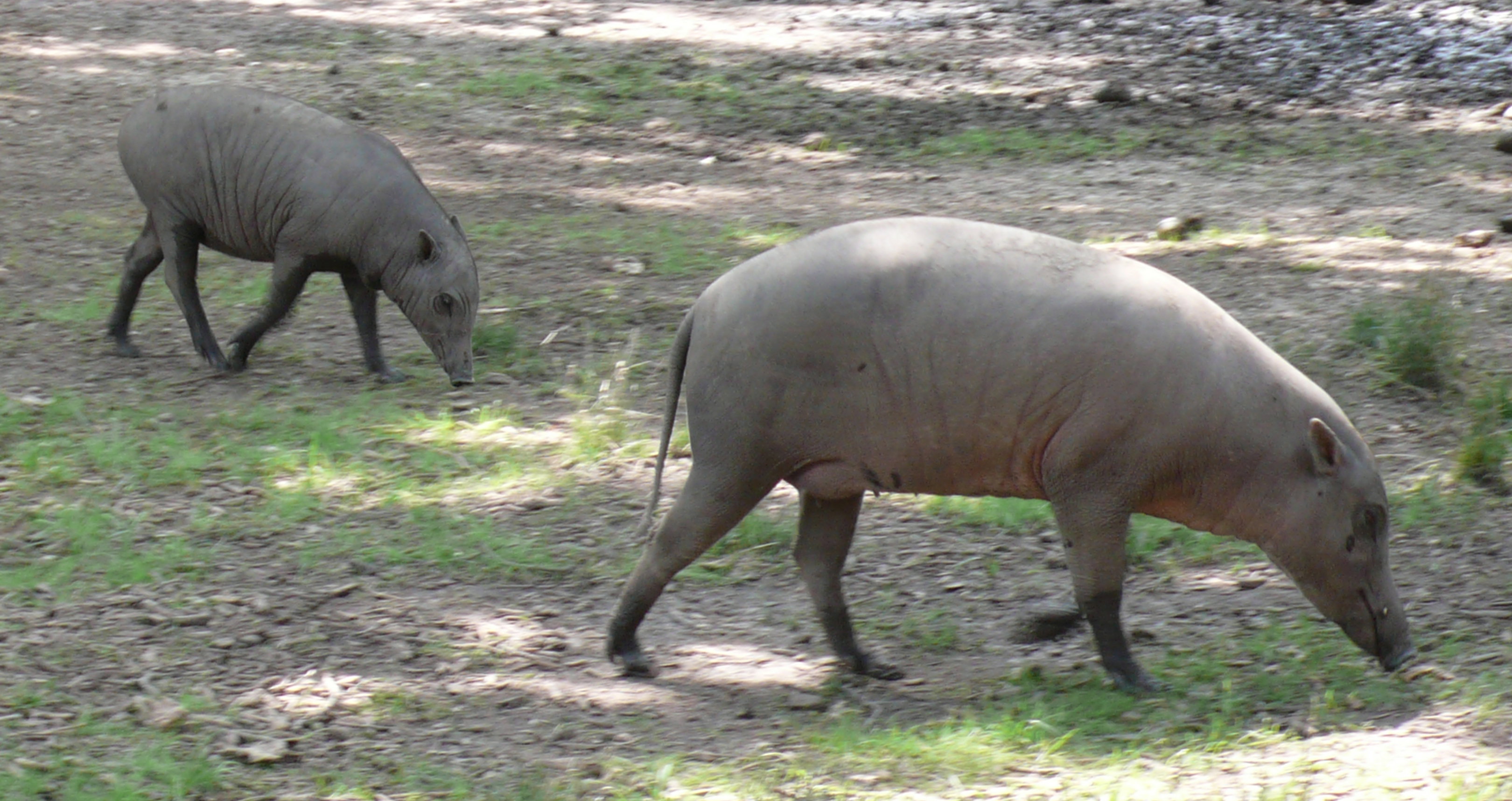
Femelle et son petit.
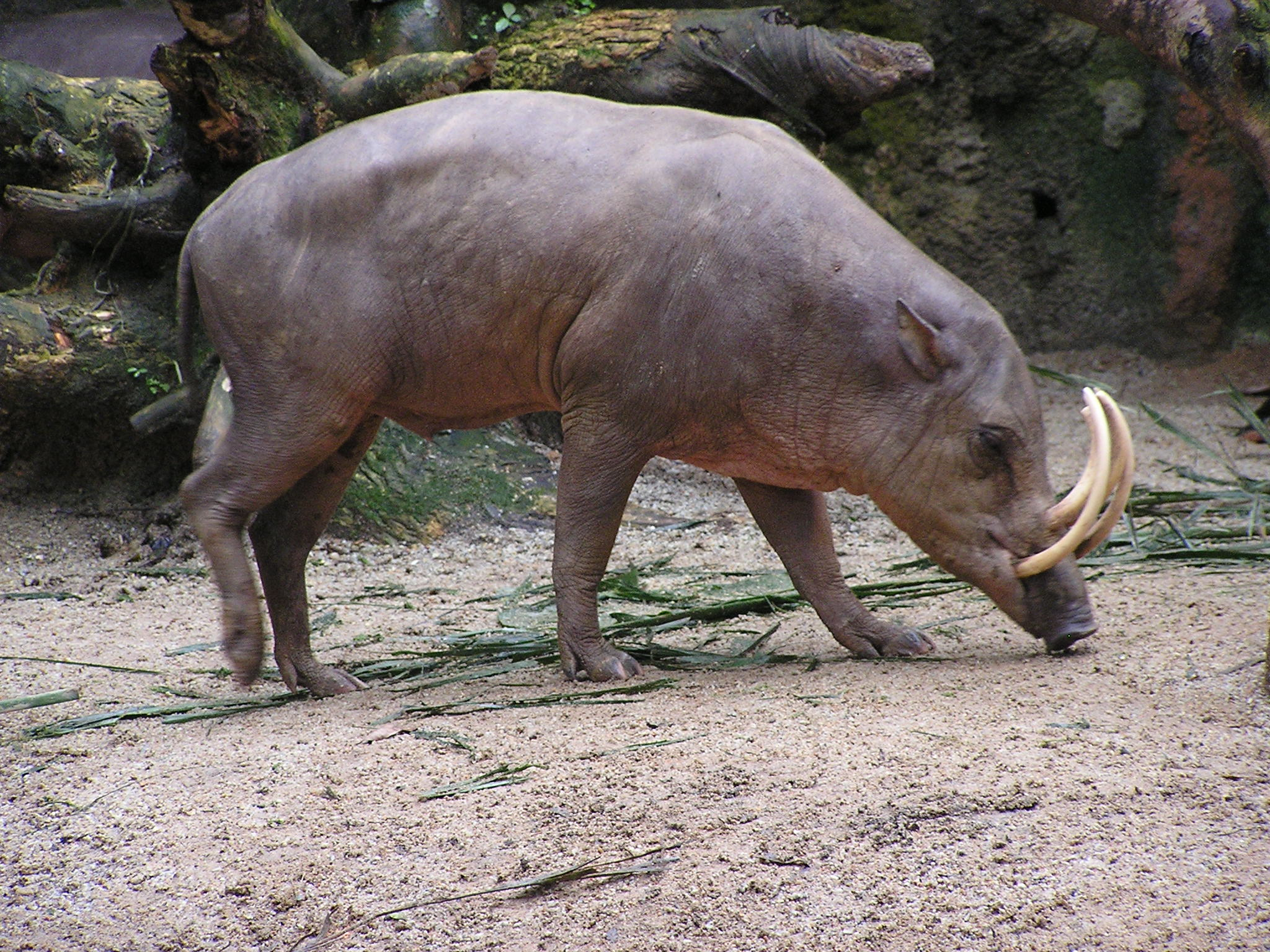
Mâle.